# Megachile albiscopa
Megachile albiscopa là một loài Hymenoptera trong họ Megachilidae. Loài này được Saussure mô tả khoa học năm 1890.